# Juan Manuel González Sandoval
Juan Manuel González Sandoval, M. N. M. (Guáscuaro, Michoacán, 20 de febrero de 1964) es un religioso católico mexicano, miembro de la congregación Misioneros de la Natividad de María. Desde el 4 de febrero de 2017 es Obispo de la Tarahumara.

## Biografía

### Primeros años y formación
Juan Manuel González Sandoval nació en Guáscuaro, Michoacán. 
Realizó los estudios de primaria en la Ciudad de México y posteriormente realizó los de secundaria y preparatoria en el Seminario Menor de los Misioneros de la Natividad de María en Santa Ana del Conde, Guanajuato. 
Pasó en 1982 al Seminario Conciliar de León en calidad de novicio de los Misioneros de la Natividad de María.

### Vida religiosa
Emitió votos perpetuos en dicho instituto el 7 de septiembre de 1990 y al día siguiente fue ordenado diácono.

### Sacerdocio
El 2 de julio de 1991 recibió la ordenación como presbítero. 
En 2001 recibió el título de Licenciado en Ciencias de la Educación con especialización en Pedagogía para la formación de las vocaciones en la Universidad Pontificia Salesiana en Roma, Italia.
De 1991 a 1992 fue capellán del Cerro del Cubilete en León, Guanajuato; posteriormente fue prefecto y maestro en el Seminario Menor de su congregación y luego coordinador Pastoral Vocacional de la misma hasta 1998; de 2001 a 2008 fue maestro de ética y pedagogía en el Instituto La Paz, también en la ciudad de León.
En 2008 fue nombrado párroco del Sagrado Corazón de Jesús en San Juanito, Chihuahua. En la Diócesis de Tarahumara fue además coordinador de catequesis, miembro y secretario del Consejo Presbiterial, y coordinador de la Dimensión Profética en el clero de la Provincia Eclesiástica de Chihuahua.

### Episcopado
Siendo párroco de San Juanito, el 4 de febrero de 2017 el papa Francisco lo nombró Obispo de la Tarahumara.